# Tratado de La Haya (1701)
El tratado de La Haya de 1701 fue un acuerdo firmado el 7 de septiembre de 1701 por el cual Inglaterra, el Sacro Imperio Romano Germánico y las Provincias Unidas de los Países Bajos se unían en una alianza militar para hacer frente a la coalición formada por Francia y España en la inminente guerra de sucesión española. La coalición así formada se conocería como la segunda gran alianza, sucesora de la gran alianza de 1689.

## Contexto
Desde antes de la muerte sin descendencia de Carlos II de España en noviembre de 1700, los principales países de Europa veían con preocupación la posibilidad de que el trono español fuera ocupado por el delfín Luis de Francia (hijo del rey Luis XIV), uniendo así las coronas española y francesa y creando una potencia con un poder excesivo en el equilibrio europeo.  
Inglaterra, las Provincias Unidas y el Sacro Imperio Romano Germánico eran partidarias de la ocupación del trono español por Carlos de Austria, hijo del emperador germánico Leopoldo I, transfiriendo a Francia las posesiones españolas en Italia.
En su testamento, Carlos II nombró como su sucesor a Felipe de Anjou (hijo de Luis de Francia), a condición de que renunciase al trono francés.  Contraviniendo esta disposición, en diciembre Luis XIV declaró que mantendría los derechos de sucesión de su nieto Felipe a la corona de Francia. En febrero de 1701 Felipe fue coronado rey de España.  
Las tropas francesas, con el beneplácito de España, ocuparon los Países Bajos españoles y el Milanesado, y la flota francesa se desplegó por Cádiz y los territorios españoles en las Indias Occidentales.

## Acuerdos
Según los términos del tratado, firmado en La Haya el 7 de septiembre de 1701 por los representantes del rey Guillermo III de Inglaterra, el emperador alemán Leopoldo I y los delegados de los Estados Generales de los Países Bajos, los tres países firmantes se comprometían a mantener una política conjunta para evitar la unión de Francia y España bajo un único gobierno, inicialmente por la vía diplomática y en caso de guerra, por la fuerza militar, y  darse asistencia mutua ante posibles ataques franceses en el territorio de cualquiera de los países firmantes.

## Repercusiones
Ante el avance de los acontecimientos, en mayo de 1702 los países de la alianza declararon la guerra a Francia y España, dando inicio a la guerra de sucesión española.